# 连续供墨装置
连续供墨装置，简称“连供”，英语为Continuous Ink System（CIS），又称为连续供墨供应系统（CISS），连续流系统（CFS），自动墨水加注系统（AIRS），大容量供墨系统（BFIS），或离轴墨水投放系统（OIDS），是一种用于打印机的供墨方式的设计，出厂即使用连供的打印机常被称为墨仓式打印机（俗称其种类为“原厂连供”）。这种装置的主要特点是它可以持续供应墨水，而无需更换传统的墨盒或墨盘。墨仓式打印机通过管道连接喷头与墨仓以连续供墨，使墨水能够不间断地流动到打印头，从而实现长时间的打印操作。

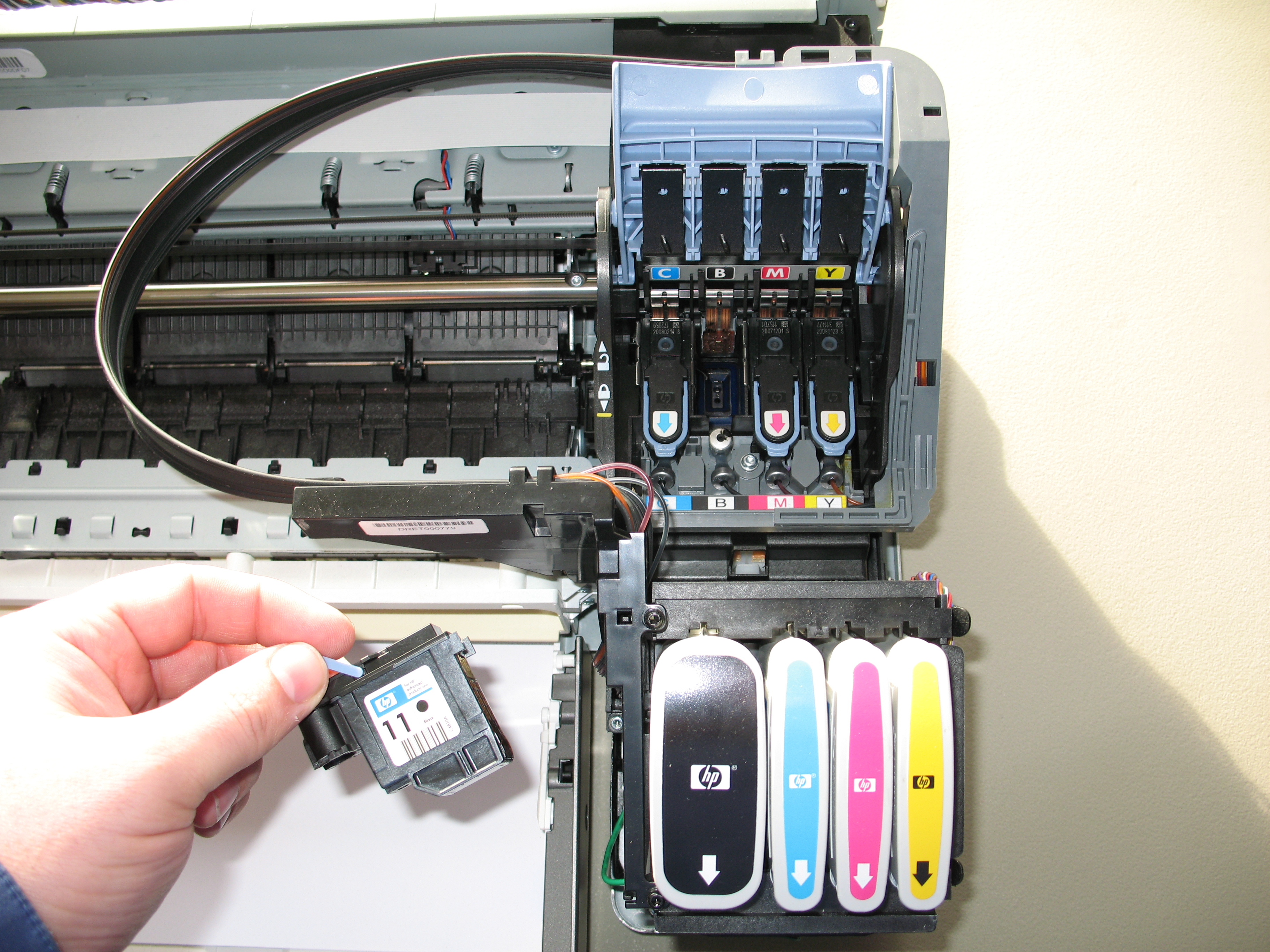
打印机的近景图，显示了单独可拆卸的打印头以及每种颜色对应的墨水箱。这些组件共同协作，实现精准的彩色打印，并使用户能够替换或加注特定颜色的墨水

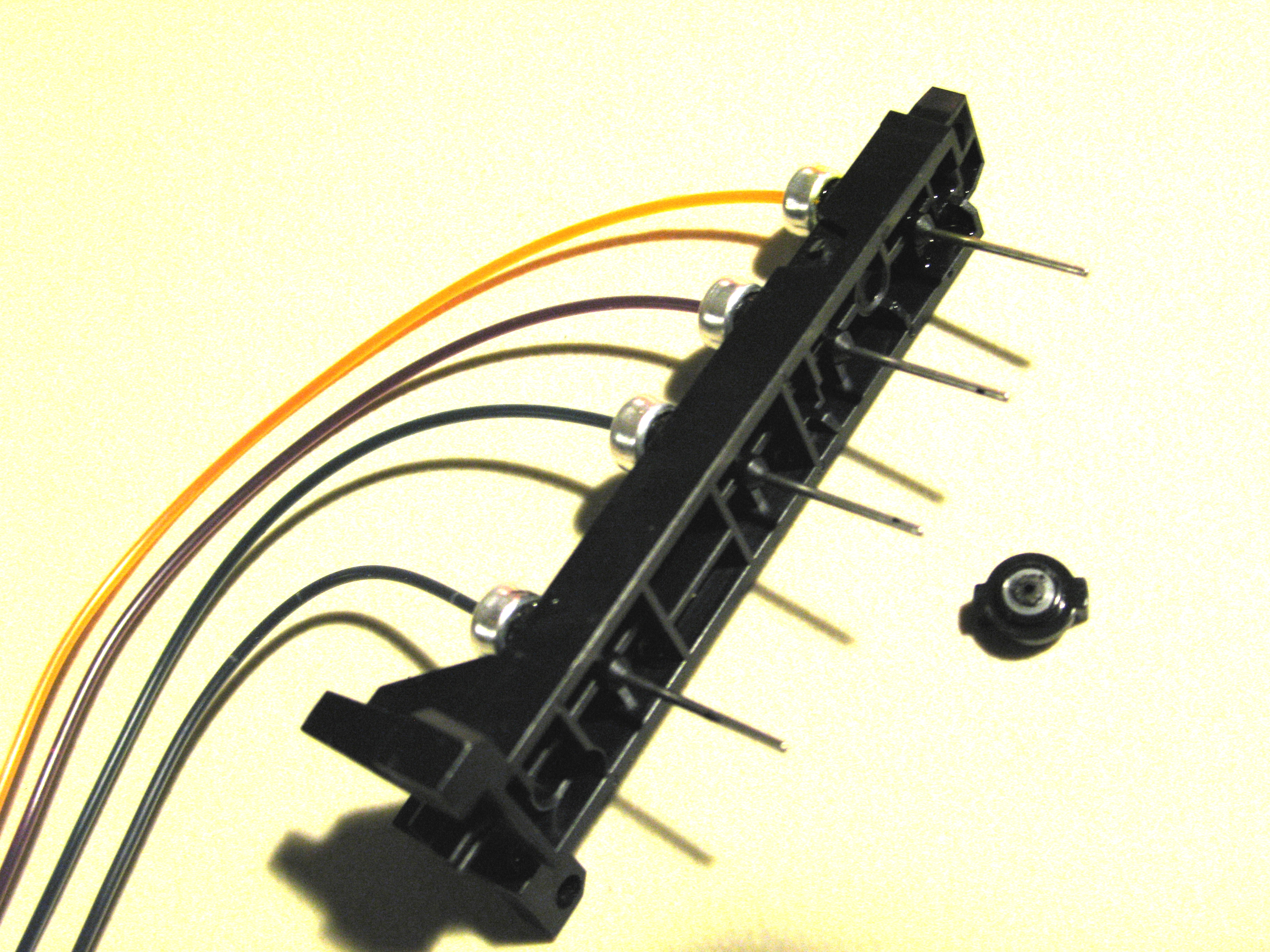
打印机的拆卸视图，展示了插入墨水箱以收集墨水的金属针头。这些金属针头具有液体入口，是切割在针头侧面的槽口，配有一个弹簧加载的可滑动橡胶帽（如图所示），在取下墨水箱时滑动到槽口上方。这种设计旨在保留供墨管内的湿度，在墨水箱未安装或取下更换时防止干燥和堵塞

## 与传统供墨方式之异
与传统的墨盒供墨不同，连续供墨装置的墨仓通常具有更大的墨水容量，使用户能够处理更多的打印任务而无需频繁替换墨盒。用户可以购买大容量的墨水，而不必频繁购买更换墨盒。

## 应用环境与争议
墨仓式打印机的连续供墨装置在商业和家庭环境中都得到了广泛的应用，为用户提供了更便捷、经济高效的打印解决方案。这种技术的普及使得用户能够更长时间，高效率地保持高质量的打印输出，满足各种批量打印需求。
一些打印机售后服务配件公司还制造了改装配件，将特定型号的消费级打印机改装成连续流系统。这样的系统大多受到大多数打印机制造商的反感，因为它们被视为对其以通过替换墨盒赚取利润的商业模式构成威胁，从而引发了相關诉讼或在其设备中实施数字版权管理措施。 (参见剃刀与刀片商业模式 )。一些打印机制造商推出了配备了连续供墨系统的型号。 这被用户，尤其是依赖大量打印解决方案的小型企业主如网吧和小规模印刷店视为一个受欢迎的举措。

## 改装式连供
目前前幾大廠商都已經推出原廠的墨仓式打印机。然而，墨仓式打印机较为昂贵，为了追求性价比，家庭或个人还是会购买墨盒式打印机。有些需大量列印的使用者會把打印机的供墨方式由墨盒改裝为改装式外掛式墨仓再以細管連接到“连供墨盒”，以实现連續供墨，降低耗材成本及更換墨盒的不便。
许多连续供墨系统已经被开发，以适用于大多数爱普生（Epson）、惠普（HP）、佳能（Canon）等打印机。这些大容量供墨系统还允许用户使用廉价的后市场喷墨墨水，以及用于T恤图案打印或黑白打印的特殊墨水。这些选择使用户能够以较低的成本制作特殊印刷品，而无需购买特殊墨盒或使用更昂贵的打印解决方案。
改装式连续供墨罐/墨盒/墨仓的设计各异，大多数采用了恒定水平和气压设计。恒定水平的连续供墨系统按需向墨盒提供平稳的墨水流动。前罐通气到大气中，而后罐中的负压空气将墨水输送到墨盒中。若墨仓离喷头太高，则喷头可能因过高的墨水压力而烧毁。
- 改装式墨仓
- 悬挂在T形塑料支架上的改装供墨管
- 改装连接到标准打印机墨盒的墨管
- 填充式墨盒（可通过细管接墨仓）

## 局限性
许多消费级打印机设计时在打印车架上采用贴合紧密、有时完全封闭的罩盖。由于无法固定必须随着打印头来回移动的柔性管道，安装改装套件可能会变得困难或不可能。如果管道垂下到打印头的路径并被压在打印头或罩子之间，可能会导致卡纸。可能需要通过拆除罩子或在机身上切割槽口来修改打印机，以提供柔性管道的开放空间。一种不破坏机壳的常用的方式是放置固定供墨管的夹子于机壳下部靠近边缘的位置，和靠近打印车架的部位。
一些装有墨盒的打印机，如爱普生，使用了一个翻盖夹紧系统，将墨盒固定在打印车架上。这个夹紧器阻挡了来自连续供墨系统供墨罐的管道流动，可能需要通过拆除夹紧器、在夹紧器上切割孔洞，或安装一个改装的开顶夹紧器进行修改。
通常，对产品功能进行修改，比如安装市场上售卖的连续供墨系统，会使产品的制造商保修失效。一些打印机制造商，如爱普生明确表示使用第三方墨水和/或市场上售卖的连续供墨系统将使其产品保修失效。

## 超级墨仓
超级墨仓打印机，是一种连续供墨技术，具有高容量的集成墨仓或墨盒，并通过墨水瓶（常配以注射器）手动加墨。当超大墨池墨水系统与一次性打印头技术配合使用时，可更换的墨盒用于替换耗尽的打印头。